# Жийонне
Жийонне (фр. Gillonnay) — коммуна во Франции, находится в регионе Рона — Альпы. Департамент коммуны — Изер. Входит в состав кантона Кот-Сент-Андре. Округ коммуны — Вьенн.
Код INSEE коммуны — 38180. Население коммуны на 1999 год составляло 825 человек. Населённый пункт находится на высоте от 346 до 633 метров над уровнем моря. Муниципалитет расположен на расстоянии около 450 км юго-восточнее Парижа, 55 км юго-восточнее Лиона, 45 км северо-западнее Гренобля.
На протяжении 1965—1989 гг. мэром коммуны был Жан Бойе. В настоящее время мэром является Жан Луи Дидье, мандат действует на протяжении 2008—2014 гг.
Динамика населения (INSEE):